# Folkskoleseminarium

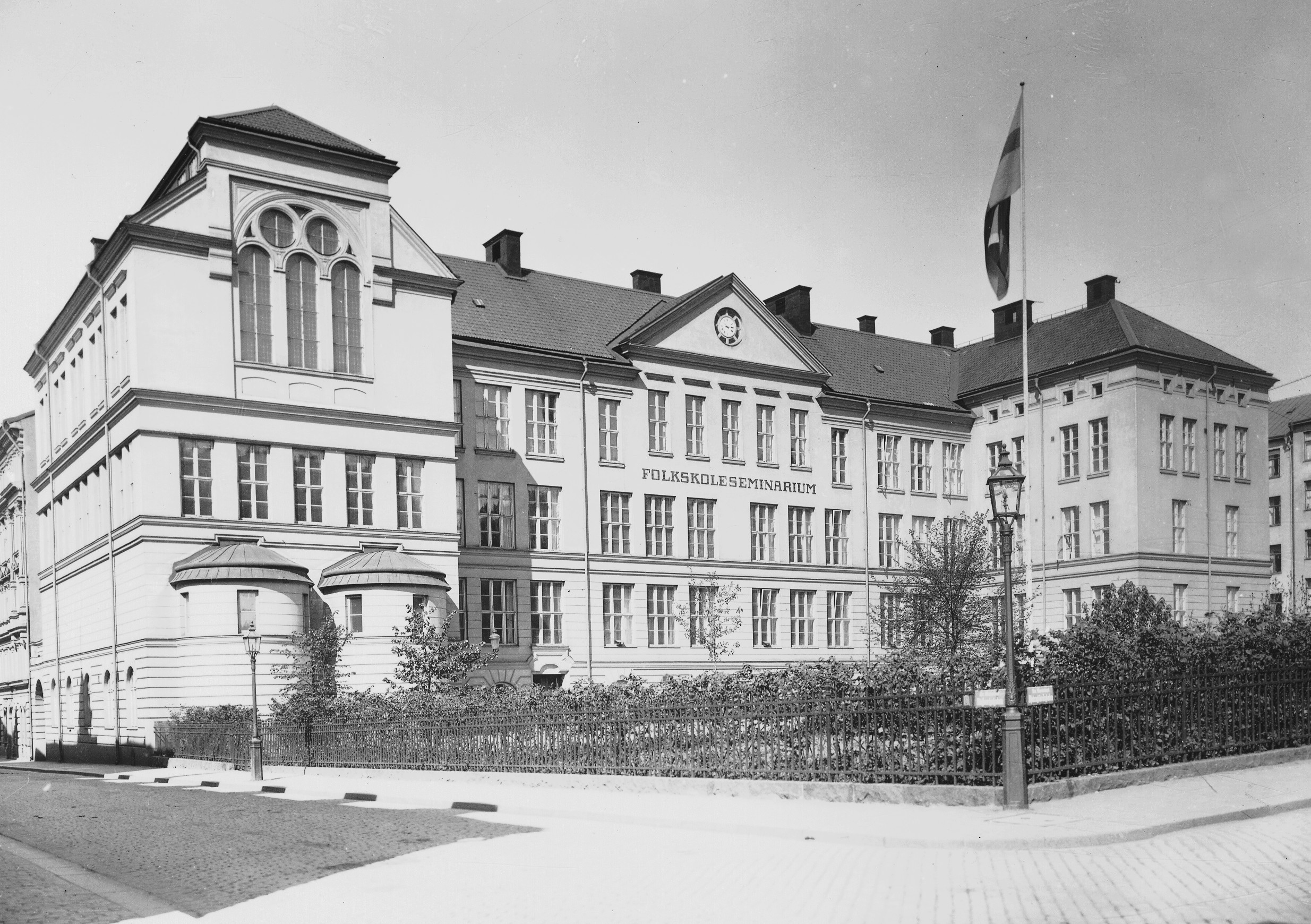
Folkskoleseminarium (dagens Björngårdsskolan) i Stockholm.

Ett folkskoleseminarium var i Sverige åren 1839–1968 en utbildningsanstalt som utbildade folkskollärare, från 1961 även småskollärare. Utbildningsformen började under 1950- och 60-talen ersättas med lärarhögskolorna.

## Historik
År 1839 grundades Folkskoleseminariet i Lund och 1842 grundades ytterligare tolv folkskoleseminarier i stiftsstäderna i Sverige. Utbildningen omfattade då en till tre terminer och endast män antogs till utbildningen. Det dröjde dock bara några år innan de första kvinnliga studerande togs emot, även om männen fortfarande antalssmässigt dominerade.[källa behövs]
År 1858 infördes småskolan i Sverige. Utbildningen för lärare till denna skedde i särskilda seminarier och var från början ettårig, men utökades så småningom till två år.
Från 1860 inrättades särskilda folkskoleseminarier för kvinnor i Stockholm och Skara. 
.

## Folkskoleseminarier i Sverige
- Folkskoleseminariet i Falun 1875–1968
- Folkskoleseminariet i Gävle 1946–1968
- Folkskoleseminariet i Göteborg 1843–1956
- Folkskoleseminariet i Härnösand 1843–1935
- Jönköpings folkskollärarseminarium 1947–1968
- Folkskollärarseminariet i Västerås 1843-1867
- Rostads folkskoleseminarium i Kalmar 16 januari 1843–1865, 1875–1968. Benämnt "Folkskoleseminariet i Kalmar" fram till 1877. Seminariet var manligt fram till vårterminen 1860. Därefter kvinnligt.
- Folkskoleseminariet i Karlstad 1843–1968
- Folkskoleseminariet i Kristianstad 1947–1968
- Folkskoleseminariet i Landskrona 1902–1972
- Folkskoleseminariet i Linköping 1843–1969
- Folkskoleseminariet i Luleå hösten 1907–1987
- Folkskoleseminariet i Lund januari 1839–1963
- Folkskoleseminariet i Skara 14 februari 1843–1 juli 1935
- Folkskoleseminariet i Stockholm 1842–1 juli 1968
- Folkskoleseminariet i Strängnäs 1 mars 1843–vårterminen 1867, höstterminen 1901–1971
- Folkskoleseminariet i Umeå 1879–1968
- Folkskoleseminariet i Uppsala 1832–1968
- Folkskoleseminariet i Växjö 1843–1938
- Folkskoleseminariet i Visby 1843–1867